# DeepL翻譯
DeepL翻譯（英語：DeepL Translator）是2017年8月由總部位於德國科隆的DeepL GmbH（一家由Linguee支持的创业公司）推出的免費神經機器翻译服务。

## 技术
DeepL的演算法和原始碼為封閉專有，使用了搭建在Linguee数据库之上的卷积神经网络。
儘管它的確建基於神經網絡，但技術細節並沒有公開。開發者表示，他們使用的是一種經過大幅改良的新式神经网络結構，使得DeepL的翻譯跟同類服務相比，顯得較為自然。
DeepL的翻译是用一台浮点性能为5 Petaflops的超級電腦產生的。這台超級電腦位於冰島，並依賴水力發電機來供電。
一般来说，卷积神经网络在翻譯長句子方面稍微佔優，不過它跟循環神經網路相比，卻有着很大的缺点。故此，DeepL的競爭對手大多不會使用前者，DeepL則選擇以其他手段彌補之。2020年3月，DeepL宣布通过修改AI系统，使得性能甩开競爭對手。

### 測試
DeepL宣称在盲测中超越了其他竞争对手，包括谷歌翻译、亚马逊翻译、微软翻译和Facebook；但尚未有独立测评对这些服务进行比较。
具体来说，每个服务都提取了119段不同领域的文本进行翻译，然后由外部专家翻译，对译文进行评估。此外，即便是要翻譯的日文混杂着方言，其結果依旧准确。

## 支援語言
DeepL目前支援總計31種語言，552種語言组合
1. 保加利亚语
2. 簡體中文[22][23][20]
3. 繁體中文[24]
4. 印尼語
5. 烏克蘭語
6. 捷克语
7. 丹麦语
8. 荷蘭語
9. 英语（美式或英式）
10. 爱沙尼亚语
11. 芬兰语
12. 法语
13. 德语
14. 希腊语
15. 匈牙利语
16. 意大利语
17. 日语
18. 拉脱维亚语
19. 立陶宛语
20. 波兰语
21. 葡萄牙語[25][26]
22. 巴西葡萄牙语
23. 羅馬尼亞語
24. 俄语
25. 斯洛伐克语
26. 斯洛文尼亚语
27. 西班牙语
28. 瑞典語
29. 挪威語
30. 土耳其語

DeepL在翻譯上述語言時，採用了语言等效性原理；會先在後台翻譯作英語，然後再翻譯成另一種語言。

## 使用

### 免费使用
在免费使用的版本中，一次翻譯的文本长度不能超过5000个字符。
商业客户可以使用付费应用程序接口将DeepL嵌入到他们的软件中，个人使用每月5.99欧元起。
DeepL可在保留原本格式、註腳、插圖的情況下，翻譯.docx和.pptx以及.pdf格式的文件和簡報。
DeepL翻譯的非官方免費瀏覽器擴充功能，支援Google Chrome和Firefox瀏覽器，也支援Windows和macOS的客戶端。

### 付费订阅
自2018年3月起，DeepL GmbH为专业翻译人员、公司和开发人员提供的DeepL Pro付费订阅服务。
用戶在訂閱後，可使用DeepL的编程接口，和塔多思在内、用于電腦輔助翻譯的软件插件。

#### 与免费版不同之處
1. 规定了基本月费
2. 翻译后的文本不会被保存
3. 提供保密功能，可对提交的文本进行翻译，并在翻译完成后立即删除文本。
4. 除了文本输入，可以上传Microsoft Word和PowerPoint文档进行翻译[20]。
5. 输入栏中的文本长度不限于5000个字符，包括一定数量的文本；超出此范围的文本，按字符数计算[33]。

在2018年10月，DeepL对定价模式进行了修改，以便提供多种选择，而不仅仅是一种支付模式。

## 隐私政策
DeepL並不會在官網上顯示任何广告。開發公司希望藉由出售API授權來盈利。
该网站禁止用户利用该服务，翻译第三方的个人信息和敏感信息；符合欧盟GDPR法规。
同时，在没有广告或赞助结果的情况下，DeepL使用他们的HTTP cookie来重新识别用户的身份，并将其与假名用户资料关联起来。
免责声明不对翻译质量承担任何责任；内容是DeepL GmbH的财产，受版权保护，其中也可能包括用户输入的内容和算法自学的内容。

## 公司历史
随着DeepL 2017年的发布，公司名称改为DeepL GmbH，由其姊妹网站Linguee的屏幕广告提供资金。

## 统计

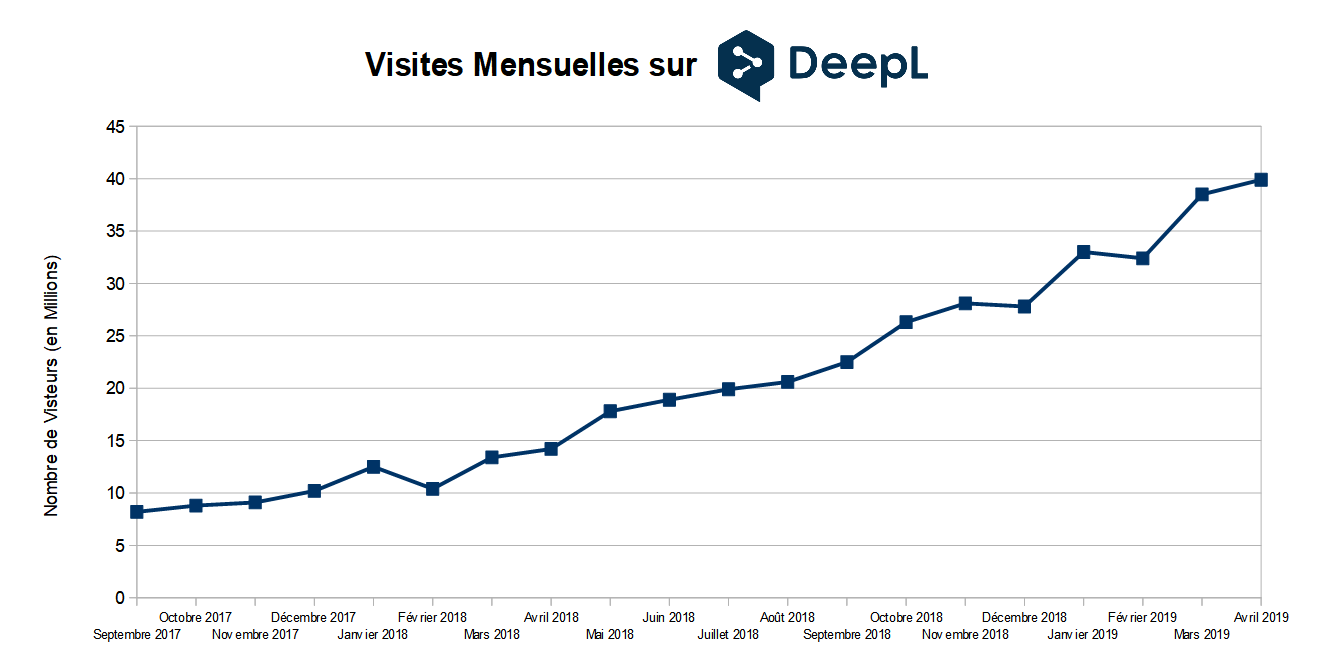
DeepL的访问次数

根据聚合网站Cutestat.com的数据，截至2019年1月，网站DeepL Translator的每日独立用户数约为31.2万，浏览量達250万。
虽然它可供翻译的语言，远远少于竞争产品，但在全球访问量最大的网站Alexa排名中，DeepL Translator排名第2149位。
在德国，它排名第276位，30%的网站用户集中在德国，其次是法国、瑞士、西班牙和意大利。
在2018年8月，突破了2000万人使用它的门槛。截至2019年5月12日，21.8%的流量来自德国，17.4%来自法国，10%来自西班牙，7.9%来自瑞士，4.1%来自波兰。
在由58个国家约3000名受访者样本编制的toptools4learning.com排名中，DeepL Translator连续两年排名第150位，被定性为个人生产力的软件。
其主要竞争对手是Google翻译、微软翻译和Yandex翻译。

## 评价
評論家對於它的評價普遍正面，認為它的翻譯比起Google翻译更為準確自然。
- TechCrunch对其翻译的准确性表示赞赏，称其比Google翻译更准确、更细致[6]。
- 《世界报》感谢其开发者将法语文本翻译成“听起来更像法语”的表达方式[44]。
- 荷兰RTL Z电视频道网站的一篇新闻文章称，DeepL Translator“在荷兰语到英语的过程中提供了更好的翻译[......]，反之亦然”[45]。
- 其他新闻机构和新闻网站也对DeepL Translator表示了赞许，如意大利报纸《共和报（英语：la Repubblica）》[46]和拉美网站WWWWhat's new?[47]。

## 獎項
DeepL Translator获得了2020年Webby最佳实践奖，以及2020年Webby技术成就奖（应用、移动和功能），均为应用、移动和语音类。